# Мархаев, Шойдор
Шо́йдор Марха́ев (1838—1878) — бурятский религиозный деятель, 9-й Пандито Хамбо-лама, глава буддистов Российской империи (1873—1876).

## Биография
Родился в 1838 году в местности Хара-Ацагат Хоринского ведомства Иркутской губернии. Его отец был из известного рода кубдут. 
В детстве родителями был отдан на обучение в дацан. Образование получил в Ацагатском и Цугольском дацанах. В 1871 году присуждена богословская степень габжа. 
В 1873 году избран Пандито Хамбо-ламой, став первым из представителей 11 хоринских родов, кому была доверена столь высокая духовная должность. 
Реформировал территориальную структуру буддистских приходов, объединив родовые группы по принадлежности к определенному дацану. До этого бурятские дацаны не имели строго ограниченной территории. Благодаря высокому авторитету Хамбо-ламы Мархаева эта задача была успешно решена. Данная реформа сыграла значительную роль в этнической, политической и административной консолидации разрозненных бурятских родов. 
Служил на посту Хамбо-ламы до 1876 года, уйдя в отставку по состоянию здоровья. 
Умер в 1878 году в монастыре Ван-Хурэ, Монголия.